# Oloron-Sainte-Marie
Oloron-Sainte-Marie – miejscowość i gmina we Francji, w regionie Nowa Akwitania, w departamencie Pireneje Atlantyckie.
Według danych na rok 1990 gminę zamieszkiwało 11 067 osób, a gęstość zaludnienia wynosiła 162 osób/km² (wśród 2290 gmin Akwitanii Oloron-Sainte-Marie plasuje się na 34. miejscu pod względem liczby ludności, natomiast pod względem powierzchni na miejscu 74.).

## Miasta partnerskie
- Jaca, Hiszpania

## Galeria

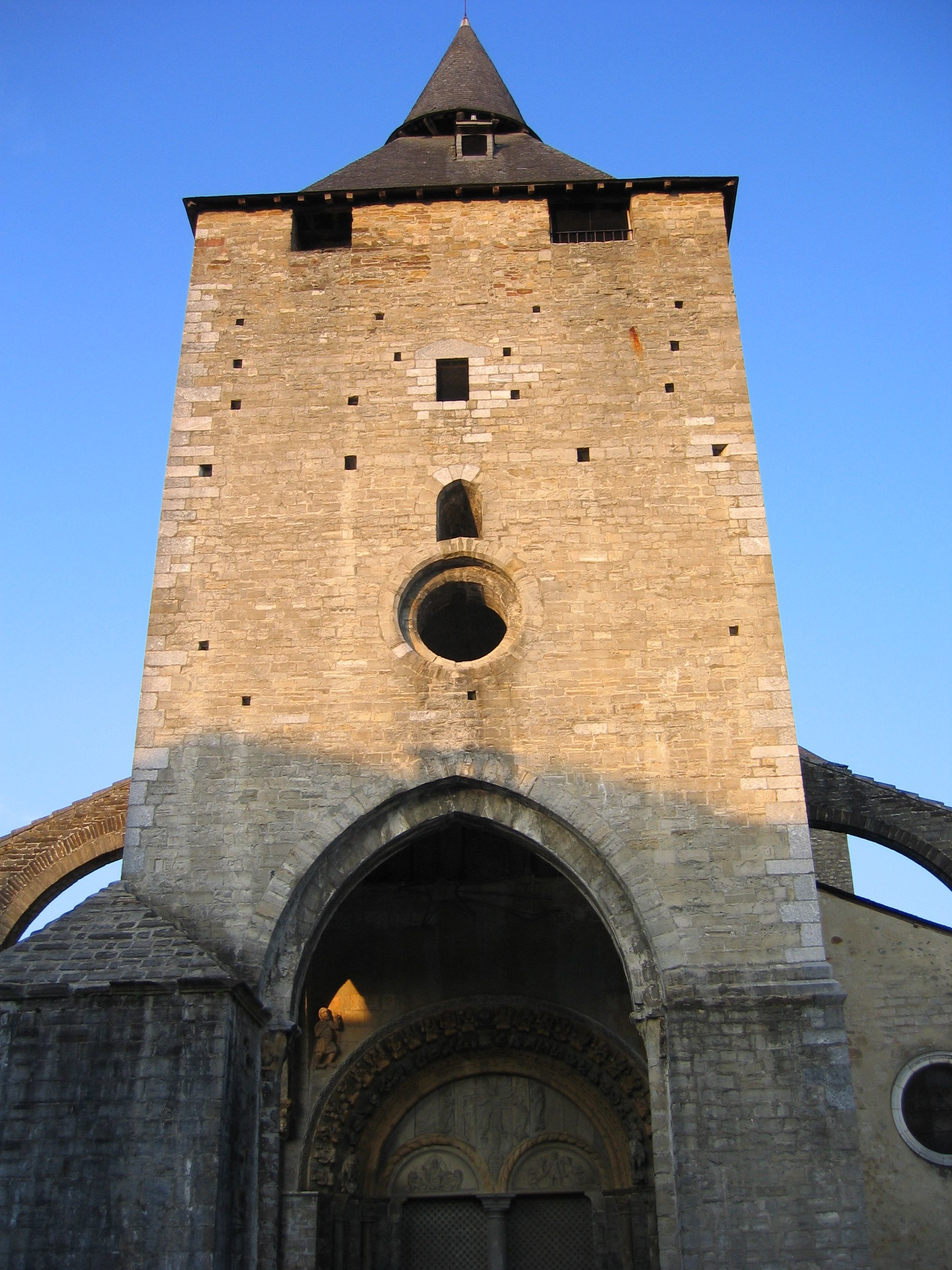
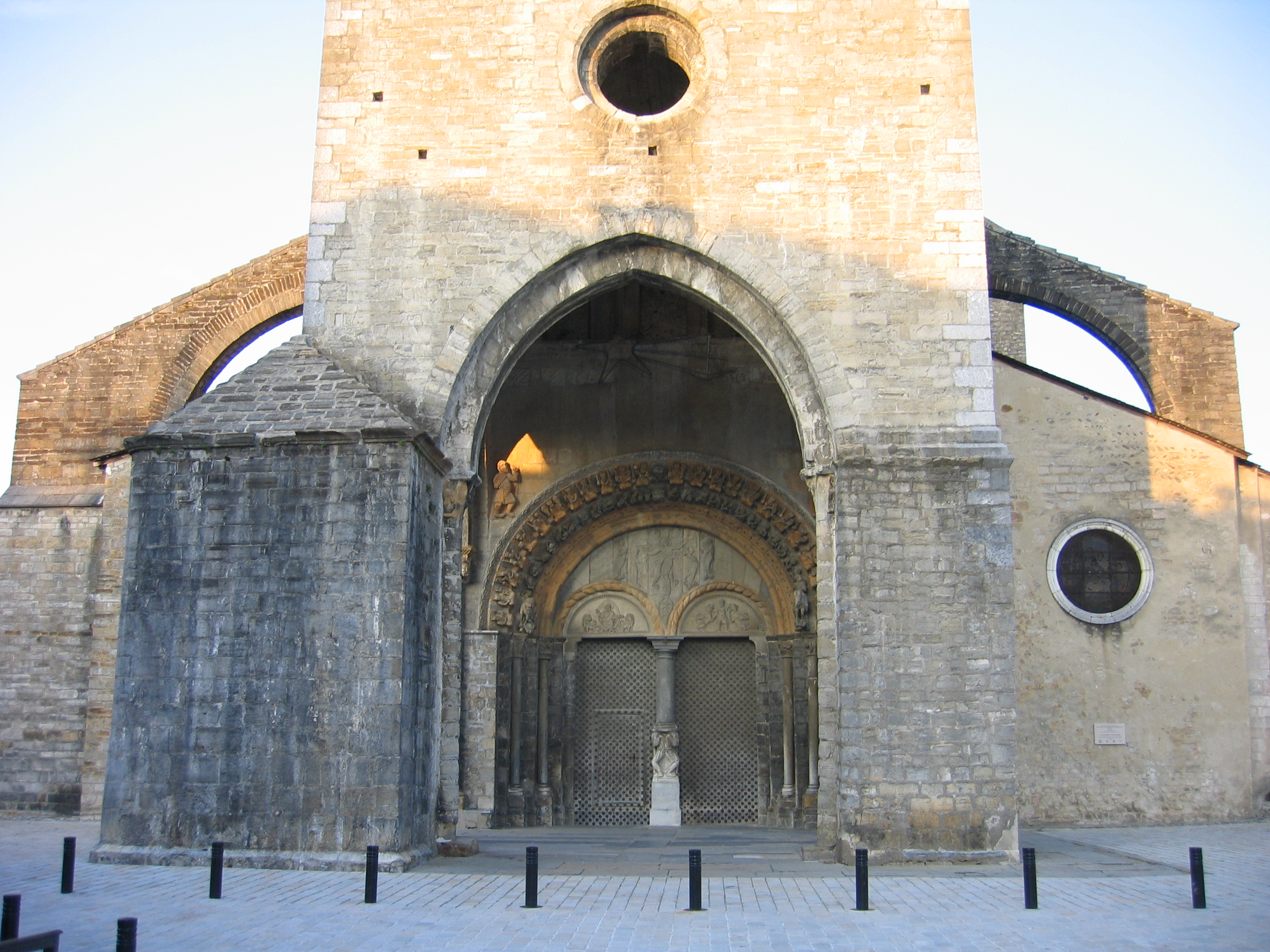
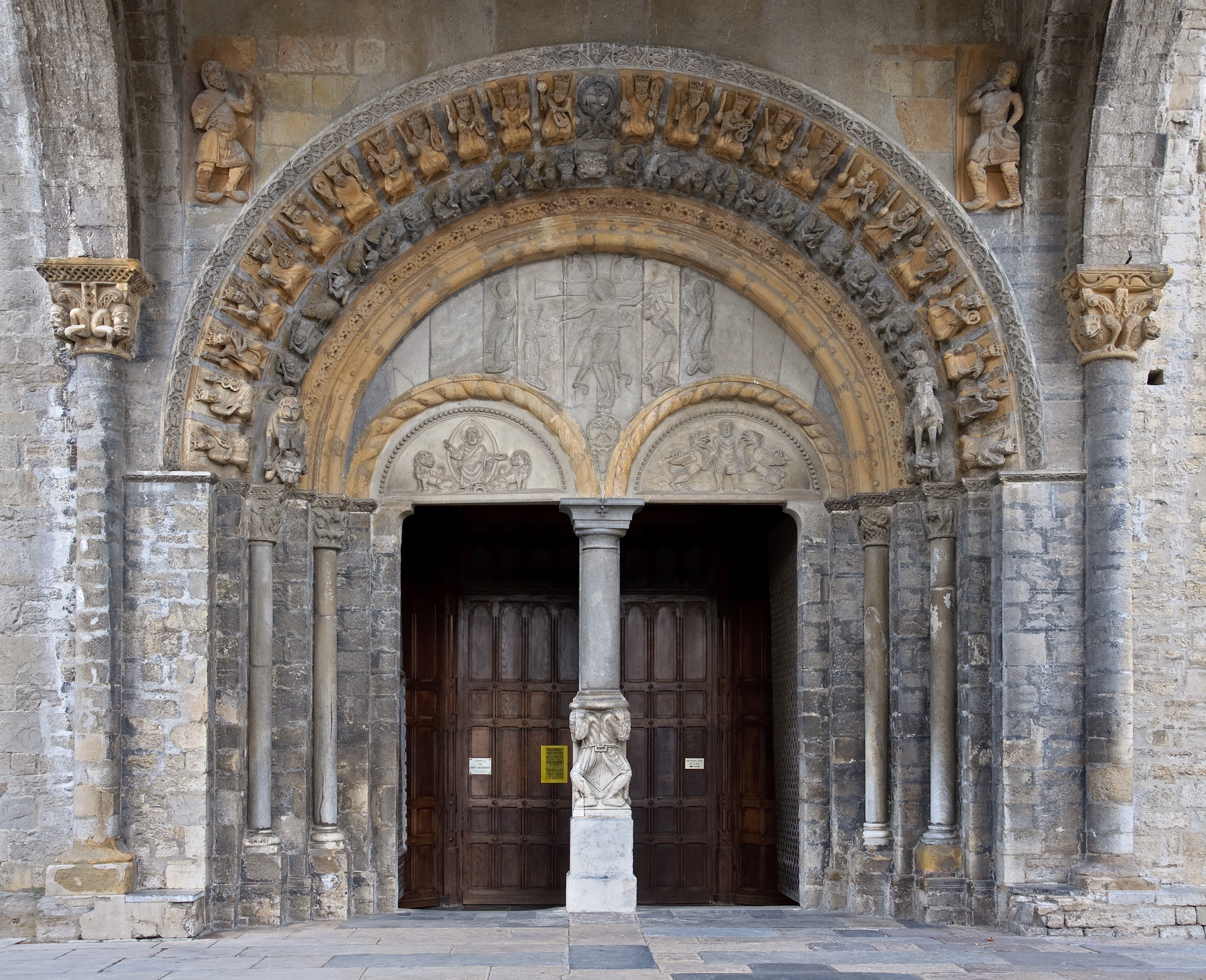
Portal